# Mayte Rodríguez
Mayte Andrea Rodríguez Arregui (née le 25 janvier 1985 à Santiago), est une actrice chilienne. Elle est la fille de la première actrice chilienne Carolina Arregui et réalisateur chilien Oscar Rodríguez Giggins.

## Télévision

### Émission
- 2001 : Música libre (Canal 13) : Elle-meme/participant

### Telenovelas
- 2010 : Feroz (Canal 13) : Lorena Salazar
- 2011 : Infiltradas (Chilevisión) : Consuelo Guerrero / Piedad Guerrero / Constanza "Cony"
- 2012 : La Sexóloga (Chilevisión) : Mariana Cooper "Sor Mariana"
- 2013 : Socias (TVN) : Antonia del Solar
- 2014 : Caleta del sol (TVN) : Bárbara Hidalgo

### Séries
- 2005 : BKN (Mega) : Francisca Ortega